# Motte von Chaillon
Die Motte von Chaillon ist eine abgegangene mittelalterliche Motte (Turmhügelburg) in Chaillon, einer Gemeinde im Arrondissement Commercy und in der communauté de communes Côtes de Meuse Woëvre im französischen Departement Meuse.
Sie ist Gegenstand einer Eintragung als historisches Denkmal per Dekret vom 3. Dezember 1990.